# Lebuin z Deventer
Lebuin z Deventer, Święty Lebuin, również Lebuinus, Liafwin, Livinus, Liebwin (zm. ok. 785 w Deventer) – anglosaski mnich, misjonarz, apostoł Fryzów i święty Kościoła katolickiego.

## Żywot świętego
Lebuin był kapłanem i mnichem w klasztorze w Ripon. Z chwilą śmierci św. Bonifacego-Winfrida udał się z misją do Fryzji. Tam współpracował z Markhelmem, uczniem św. Wilibrorda i św. Grzegorza z Utrechtu, aby kontynuować pracę misyjną św. Bonifacego, dalszą chrystianizację Fryzów i pogańskich Saksonów (Sasów). W 776 roku założył pierwszy kościół w Deventer. Wcześniejsza misja (770) w Marklo w Saksonii nie powiodła się, ale stąd wywodzi się historyczny epizod działalności Świętego.
Po śmierci Lebuin został pochowany, przez św. Ludgera (Liudgera, pierwszego biskupa Münsteru), w zbudowanym przez siebie kościele w Deventer.

## Kult
Pamięć o św. Lebuinie zachowała się przede wszystkim na terenie dzisiejszej Holandii. Potwierdzenie kultu od IX wieku znajduje się w klasztorze w Werden, założonym przez św. Ludgera (obecnie dzielnica Werden w Essen), jako dokument historyczny działalności Lebuina (Lewina) w chrystianizacji Sasów. Jego najstarsze Vito Lebuini zostało tam spisane w 850 roku.
Kult Lebuina rozszerzył się wkrótce w Anglii oraz w diecezji utrechckiej i w Haarlem.
Uznawany był za patrona umierających.
Jego wspomnienie liturgiczne obchodzone jest 12 listopada.

## Kontrowersje
Z Lebuinem identyfikowany jest irlandzki męczennik Liwin z Gent, który poniósł śmierć ok. 650 roku koło Alost (dzisiejsze Aalst w Belgii) i którego dzień pamięci przypada również na 12 listopada. Niewykluczone, że chodzi o tę samą osobę.